# Metzgeria acuta
Metzgeria acuta là một loài Rêu trong họ Metzgeriaceae. Loài này được Kuwah. mô tả khoa học đầu tiên..